# Chifunde (distrito)
Chifunde é um distrito da província de Tete, em Moçambique, com sede na vila de Luía. Tem limite, a norte com o Malawi e sobretudo a Zâmbia, a oeste com o distrito de Marávia, a sul com o distrito de Chiuta e a leste com o distrito de Macanga. 
De acordo com o censo de 1997, o distrito tinha 48 498 habitantes e uma área de 9326 km², daqui resultando uma densidade populacional de 5,2 habitantes por km².

## Divisão administrativa
O distrito está dividido em três postos administrativos Chifunde, Mualadzi e N'Sadzo, compostos pelas seguintes localidades:
- Posto Administrativo de Chifunde:
  - Camuenje
  - Chifunde-Sede
  - Tsacale
- Posto Administrativo de Mualadzi:
  - Bolimo
  - Khamande
  - Nkantha
  - Mualadzi-Sede
- Posto Administrativo de N'Sadzu:
  - Angombe
  - Mussalala
  - N'Sadzu
  - Nziwe

A vila sede de Luía pertence administrativamente à localidade de Camuenje.